# ويليام اولبرايت
ويليام اولبرايت (بالإنجليزية: William Albright)‏ هو عازف بيانو وملحن أمريكي، ولد في 20 أكتوبر 1944 في غاري في الولايات المتحدة، وتوفي في 17 سبتمبر 1998 في آن آربر في الولايات المتحدة.

## وصلات خارجية
- ويليام اولبرايت على موقع ميوزك برينز (الإنجليزية)
- ويليام اولبرايت على موقع قاعدة بيانات برودواي على الإنترنت (الإنجليزية)
- ويليام اولبرايت على موقع ديسكوغز (الإنجليزية)